# Mobara
Mobara è una città giapponese della prefettura di Chiba.